# Hutmacher

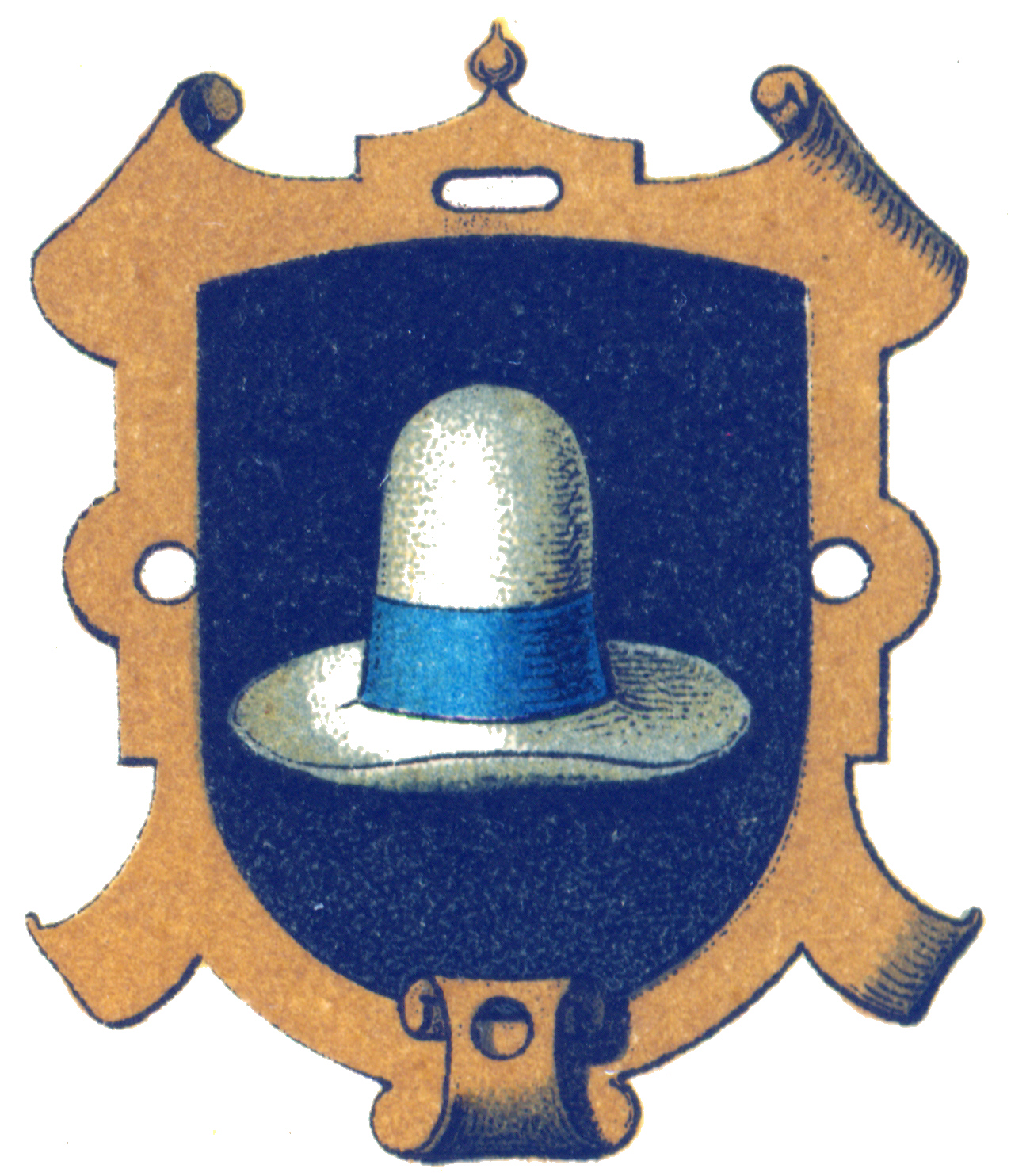
Zunftwappen der Hutmacher

Hutmacher ist ein Handwerksberuf, der sich mit der Herstellung von Hüten und anderen Kopfbedeckungen aus Materialien wie Filz, Stoff, Leder, Pelz oder Stroh beschäftigt. Schon für 1363 ist die Existenz einer Hutmacherzunft in Nürnberg belegt. Aufgrund der früher bei der Verarbeitung von Filz gebräulichen Quecksilbersalze litten Hutmacher oft unter dem Hutmachersyndrom („Verrückt wie ein Hutmacher“).

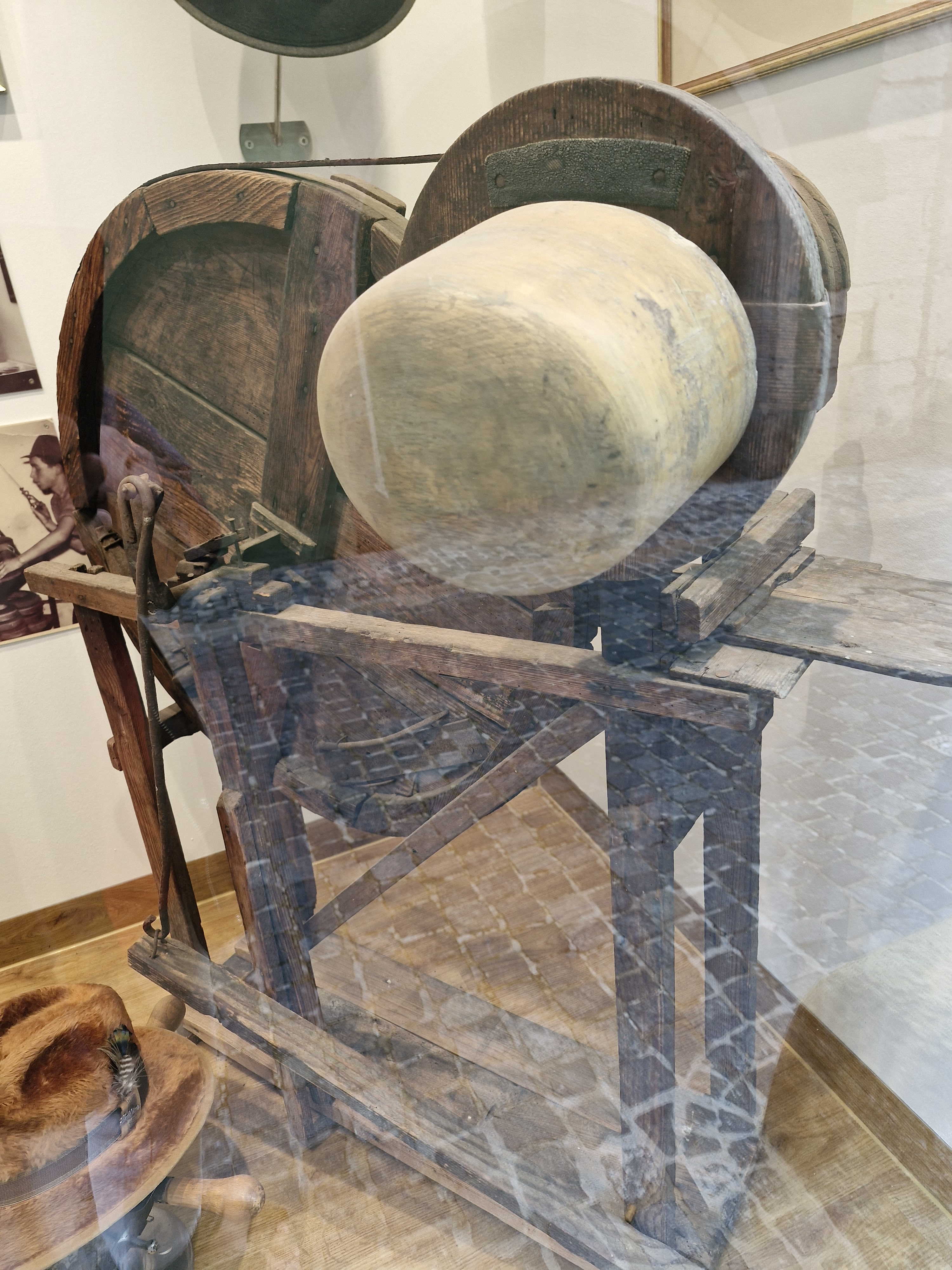
Historische Hutmachermaschine mit Tretantrieb

Seit der Novellierung der Ausbildungsordnung in Deutschland im Jahr 2004 ist die offizielle Berufsbezeichnung des zulassungsfreien Handwerks Modist.